# FAR (motorfiets)
FAR en Alfa-Gnom zijn Oostenrijkse historische motorfietsmerken van dezelfde fabrikant.
De bedrijfsnaam was: Franz & Anton Rumpler, Motorradfabrik, Wiener Neustadt.

## FAR
In 1924 begon de firma Rumpler met de levering van motorfietsen die voorzien waren van eigen frames waarin Britse JAP-motoren van 346- en 496 cc waren gemonteerd. De productie van deze machines, die onder de naam "FAR" werden verkocht, eindigde in 1927.

## Alga-Gnom
Vanaf 1926 leverde de firma onder een andere merknaam motorfietsen met een zelf ontwikkelde 598cc-kopklepmotor. Deze "Alfa-Gnom"-modellen waren duidelijk als sportmotor bedoeld, maar er werd niet mee geracet. Er werd een beperkt aantal van deze machines gebouwd, mogelijk alleen op wens van de klant. De productie liep ook langer door: nadat de FAR-motorfietsen al waren verdwenen kon met de Alfa-Gnom-modellen in 1928 voor het laatst kopen.